# Салоніки
Сало́ніки, також Фессалоні́ки, Тессалонíки (грец. Θεσσαλονίκη), або Солу́нь (мак. і болг. Солун) — друге за розміром, після Афін, місто Греції і столиця грецької області Македонія, порт в затоці Термаїкос Егейського моря, в гирлі річки Вардар. Населення (разом із приміськими територіями) становить 800 764 осіб (дані 2001 року). За 10 км південніше Салонік розташований Міжнародний аеропорт «Македонія», а із невеличкого селища Літохорон поблизу Салонік починається сходження на гору Олімп.

## Етимологія назви

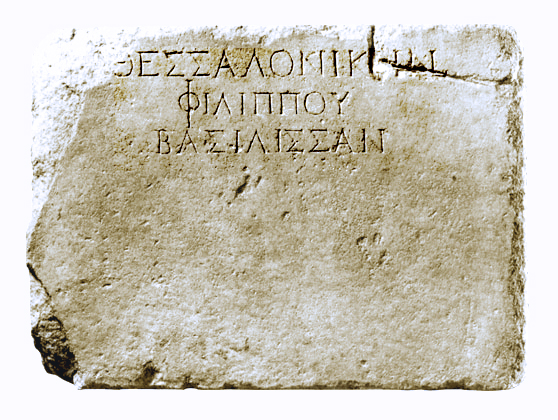
Напис на базі скульптурної композиції 2 ст. до н. е.: ΘΕΣΣΑΛΟΝΙΚΗΝ ΦΙΛΙΠΠΟΥ ΒΑΣΙΛΙΣΣΑΝ, Салонікська агора

Згідно з переказом, місто заснував македонський цар Кассандр і назвав на честь своєї дружини Фессалоніки, зведеної сестри Александра Великого і дочки македонського царя Філіпа II, фессалійської принцеси. Вона ж у свою чергу була названа Фессалонікою від злиття двох слів Фессалія та Нікі (грец. Θεσσαλοί + Νίκη, тобто Фессалія + перемога), оскільки народилась у день битви на Крокусовому полі, в результаті якої македонці та фессалійці здобули перемогу над Фокідою, завдяки якій фактично виграли Третю Священну війну в цілому.
У різні часи назва міста змінювала свої форми, із незначною зміною орфографії та певними фонетичними змінами. Завдяки Страбонові в добу еллінізму місто отримало назву Фессалонікея (грец. Θεσσαλονίκεια) на честь принцеси Фессалоніки. Узагалі в елліністичний період було традицією створювати географічні назви похідними від імен монархів: наприклад, Філіппи — від Філіппа II Македонського, Селевкія — від Селевка І Нікатора, Александрія — від Александра Великого, Кассандра — від Кассандра Македонського тощо. Поряд із Фессалонікеєю в елліністичну добу вживалась і назва Фетталонікі (грец. Θετταλονίκη), а під час римського періоду, про що свідчать написи й монети того часу, з'явилася форма Фессалонікеон (грец. Θεσσαλονικέων) на позначення полісу. У середні віки візантійські історики, географи, мандрівники та політики використовували одночасно дві форми назви міста: Селанік від тур. Selanik і слов'янізована турецька форма Солунь.

## Історія
Місто засноване 315 до н. е. македонським діадохом Кассандром шляхом об'єднання 26 поселень уздовж затоки Термаїкос. Він дав місту назву на честь своєї дружини — Фессалоніки, сестри Александра Великого.
З 148 до н. е. Фессалоніки перебували під владою римлян. При цьому геополітичне положення міста залишалось надзвичайно сприятливим: воно опинилось на перехресті шляхів із Константинополя до Риму та з Афін до Причорномор'я.
За візантійської доби Фессалоніки — друге за значенням місто імперії після Константинополя. Саме із Солуня (болгарська назва Салонік) походили просвітителі слов'ян рівноапостольні Кирило і Мефодій. У 1185 Салоніки захопили та жорсткоко пограбували південноіталійські нормани. З 1204 місто стає столицею латинського Фессалонікського королівства. У 1224 — центром Фессалонікської імперії. З 1246 у складі Нікейської, а з 1261 — Візантійської імперії.
У 1387-му Фессалоніки захопили османи, які називали місто на свій лад — Селянік (тур. Selanik). 1402 року місто знову повернулося до складу Візантійської імперії, проте з 1430-го знову підкорене Османською імперією.
У 1881 у Салоніках народився Мустафа Кемаль. Місто було одним з центрів Молодотурецької революції. Після Балканських воєн 1912—13 років Салоніки стають територією Греції. Честі першим підняти над звільненим містом грецький прапор був удостоєний Іон Драгуміс. У 1941—1944 роках місто перебувало під німецькою окупацією, під час якої знищено єврейську громаду міста, яка становило близько 50 тисяч осіб.
На сучасному етапі Салоніки — це сучасне європейське місто із багатою візантійською спадщиною. У грудні 2008 року салонікійці підхопили хвилю спалахнулих масових заворушень в Афінах, які швидко охопили всю Грецію та сколихнули всю Європу. Масові акції протесту нерідко переростали у погроми та безлад. 2010 року Салоніки стали одним з основних осередків масових акцій громадянської непокори та загальнонаціональних страйків як протесту проти антикризових заходів уряду.

## Клімат
Клімат в Салоніках середземноморський, що межує із областями континентального та семіваридного клімату. У цілому характеризується великою кількістю сонячних днів у році. Найвища температура була зареєстрована 25 липня 2007 року на метеорологічній станції аеропорту «Македонія» і склала 44 °C. Найнижча температура зафіксована тією ж станцією 26 січня 1963 року, тоді температура опустилась до −14,0 °C. Сніг може випадати в період від початку грудня до середини березня, хоча висота покриву невисока і він тане впродовж декількох годин.
| Клімат Салонік                                                                              | Клімат Салонік | Клімат Салонік | Клімат Салонік | Клімат Салонік | Клімат Салонік | Клімат Салонік | Клімат Салонік | Клімат Салонік | Клімат Салонік | Клімат Салонік | Клімат Салонік | Клімат Салонік | Клімат Салонік |
| Показник                                                                                    | Січ.           | Лют.           | Бер.           | Квіт.          | Трав.          | Черв.          | Лип.           | Серп.          | Вер.           | Жовт.          | Лист.          | Груд.          | Рік            |
| Абсолютний максимум, °C                                                                     | 20             | 22             | 25             | 31             | 36             | 39             | 42             | 39             | 36             | 32             | 27             | 26             | 42             |
| Середній максимум, °C                                                                       | 9,3            | 10,9           | 14,2           | 19,0           | 24,5           | 29,2           | 31,5           | 31,1           | 27,2           | 21,2           | 15,4           | 11,0           | 20,4           |
| Середня температура, °C                                                                     | 5              | 6              | 9              | 13             | 17             | 22             | 25             | 24             | 21             | 16             | 10             | 6              | 15             |
| Середній мінімум, °C                                                                        | 1,3            | 2,2            | 4,5            | 7,5            | 12,1           | 16,3           | 18,6           | 18,3           | 14,9           | 10,8           | 6,8            | 3,0            | 9,7            |
| Абсолютний мінімум, °C                                                                      | −8             | −10            | −7             | −1             | 3              | 7              | 10             | 12             | 2              | −1             | −5             | −8             | −10            |
| Температура води, °C                                                                        | 16             | 16             | 16             | 16             | 19             | 22             | 24             | 25             | 25             | 23             | 21             | 18             | 20             |
| Норма опадів, мм                                                                            | 37             | 38             | 41             | 38             | 44             | 30             | 24             | 20             | 27             | 41             | 54             | 55             | 449            |
| ------------------------------------------------------------------------------------------- | -------------- | -------------- | -------------- | -------------- | -------------- | -------------- | -------------- | -------------- | -------------- | -------------- | -------------- | -------------- | -------------- |
| Джерело: weatherbase.com. Архів оригіналу за 7 вересня 2011. Процитовано 24 листопада 2010. |                |                |                |                |                |                |                |                |                |                |                |                |                |

## Економіка

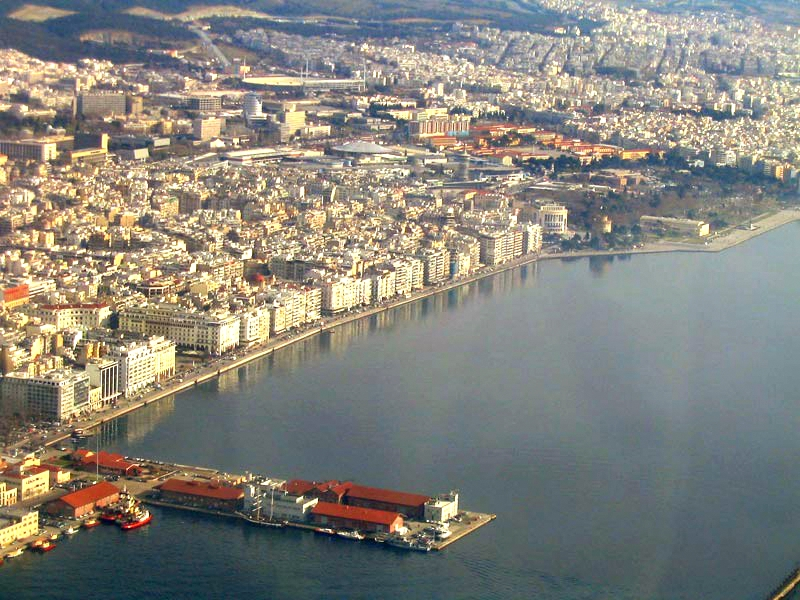
Салонікський порт, пасажирський термінал

Салоніки — друге за чисельністю та економічним значенням місто Греції, це значний промисловий і торговий центр. На території Великих Салонік сконцентровані підприємства нафтохімії, металургії, металообробки і машинобудування, у тому числі електротехнічна, суднобудівна промисловість і судноремонтна. Салоніки — головний центр текстильної промисловості країни, також тут працюють численні підприємства фармацевтичної, тютюнової та харчової промисловості. Зокрема 1890 року в Салоніках родиною Цанталіс засновані виноробні підприємства Tsantali, 1968 року заснована броварня Mythos. Щороку, починаючи з вересня, проходять Міжнародні виставки в Салоніках.
Порт Салонік другий за вантажообігом в Греції, поступаючись тільки Пірейському порту, відіграє важливу роль у житті міста. Користуючись порто-франко, через Салонікський порт крім грецьких вантажів йдуть вантажі інших держав Балканського півострова та всієї південно-східної Європи. На початку 2000-х років тут відкрито новий пасажирський термінал, що дозволило ще більше збільшити його пропускну здатність.
Значна частка робочої сили міста зайнята в малих і середніх підприємствах, а також у сфері послуг і державному секторах. В останні роки місто почало процес деіндустріалізації і перехід до економіки, заснованої переважно на сфері послуг.

### Транспорт
За 10 км південніше Салонік розташований міжнародний аеропорт «Македонія» (грец. Κρατικός Αερολιμένας Θεσσαλονίκης «Μακεδονία»). Крім міжнародних і місцевих авіаліній аеропорт обслуговує чартерні рейси, які перевозять туристів відпочивати на курортах півострова Халкідіки. Із Салонікського порту містяни і туристи дістаються островів Лемнос, Іос, Лесбос, Скіатос, Самос, Міконос, Парос, Наксос, Сірос, Тінос, Родос, Кос і острову Крит.
Салоніки — значний залізничний вузол Греції. Салоніки пов'язані пасажирським залізничним сполученням з Афінами (потяг Інтерсіті Грецької організації залізниць), Белградом, Стамбулом, Бухарестом, Софією та Скоп'є. Приміські поїзди сполучають Салоніки із грецькими містами Едеса та Лариса.

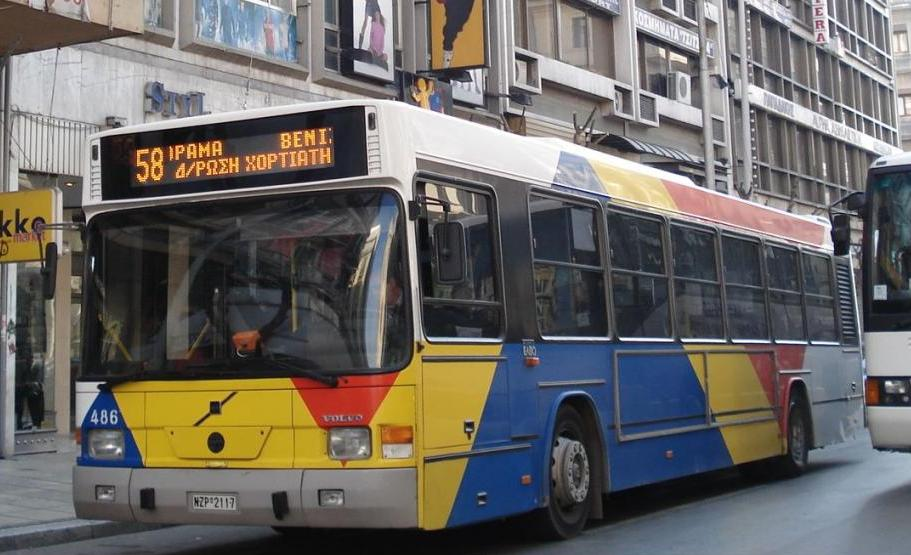
Міський автобус в Салоніках

Автобусними рейсами компанії KTEL сполученням місто пов'язане з усіма містами Північної і Центральної Греції, зокрема з Афінами. Від 1994 року експлуатується автострада Егнатія-Одос, прокладена за тим самим маршрутом, що й давньоримська дорога Віа Егнатія — від Іонічного моря до Босфору, проходить трохи північніше Салонік і перетинається тут з вертикальною автошляховою віссю Афіни-Белград.
Від 1986 року будується Салонікський метрополітен із значними перервами через відкриття раніше невідомих археологічних зон, а також затоплення Університету Аристотеля, спричинене будівельними роботами. 2006 року роботи поновились, а введення в експлуатацію метрополітену заплановане на 2027 рік. Мережа велосипедних треків загальною протяжністю 12 км розвинена переважно у прибережній частині міста.

## Культура
1960 року вперше відбувся щорічний Міжнародний кінофестиваль у Салоніках, серед його лауреатів дві українські стрічки «Тіні забутих предків» та «Кисневий голод». 1999 року в рамках кінофестивалю відкритий Міжнародний кінофестиваль документальних стрічок. Наприкінці листопада на базі виставкового центру відкривається «Різдвяне місто», яке діє до початку січня наступного року.
У місті діють Національний театр Північної Греції, Салонікська концертна зала, відкрита напередодні 1997 року, коли Салоніки були обрані Культурною столицею Європи.
Національна телевізійна мережа регіону Македонії базується також в Салоніках — Makedonia TV. ET3 — культурно-освітній телеканал Грецької корпорації телерадіомовлення — здійснює телевізійне мовлення із Салонік і являє собою грецький телеканал із найбільшою регіональною мережею. Ліцензію на мовлення в Салонікському регіоні має й приватний телеканал ANT1.
2011 року Салоніки розпочали боротьбу за здобуття статусу «Молодіжної столиці ЄС 2014».

### Визначні місця
Головний архітектурний символ міста — Біла Вежа, побудована на березі затоки в XVI столітті на фундаменті давніших споруд. Флагштоком для грецького прапора над вежею служить щогла османського броненосця «Фетхі-Булет», який був потоплений на початку Першої Балканської війни 1912 року, що зумів прорватися до порту Салоніки, грецьким торпедним катером N11. Бюст командира торпедного катера Ніколаоса Воціса, що став згодом адміралом, встановлений перед Білою Вежею.
Фортеця і башти, що височіють над історичною частиною міста, належать до XIV століття.
| 1. Біла вежа 2. Площа Аристотеля 3. Салонікський порт 4. Римська агора 5. Акрополь |  | 6. Ротонда св. Георгія 7. Університет Аристотеля 8. Виставковий центр 9. Стадіон «Кафтанзогліо» 10. Археологічний музей |

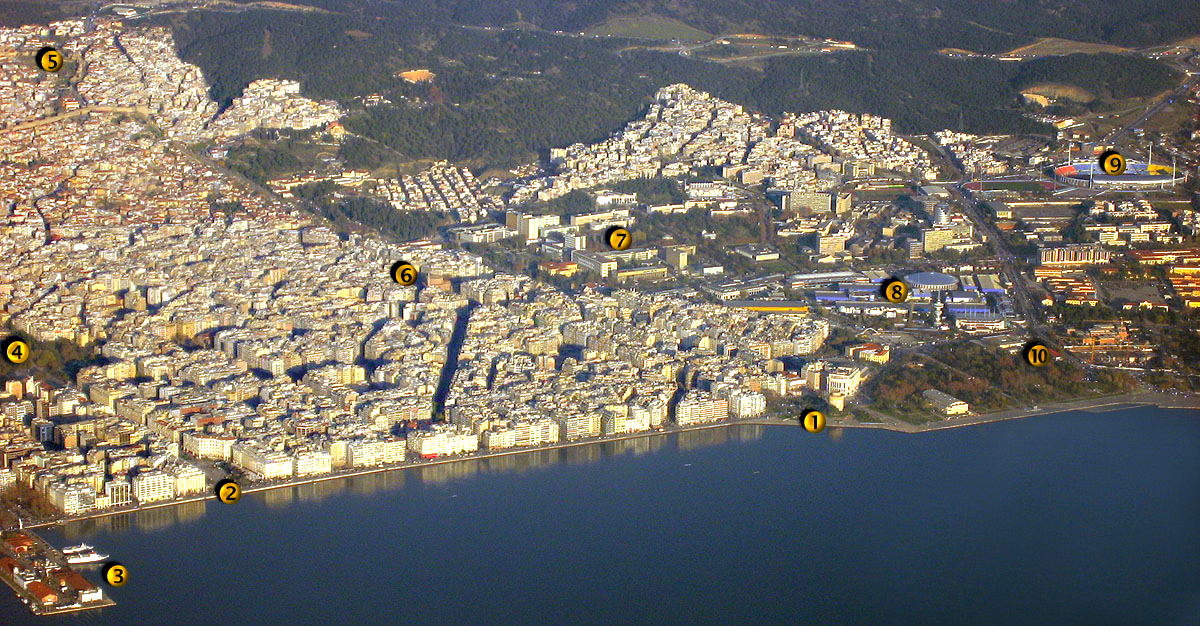
Аерофотознімок центру міста Салоніки з основними визначними місцями
1. Біла вежа
2. Площа Аристотеля
3. Салонікський порт
4. Римська агора
5. Акрополь
6. Ротонда св. Георгія
7. Університет Аристотеля
8. Виставковий центр
9. Стадіон «Кафтанзогліо»
10. Археологічний музей

Салоніки багаті пам'ятниками ранньохристиянської і візантійської архітектури, які занесені до Списку Світової спадщини ЮНЕСКО:
- Базиліка Святого Дімітрія, побудована між 313–323 роками і перебудована після пожежі в 629–634 роках. Головна реліквія храму — рака з мощами великомученика Димитрія Солунського, святого заступника міста, і шість збережених після страшної пожежі 1917 року мозаїк VII століття, які пережили період іконоборства.
- Тріумфальна арка імператора Галерія і пізньоримського церква святого Георгія — Ротонда Святого Георгія), створена в гробниці цього імператора (Арка і гробниця Галерія). Одні з найдавніших споруд у місті — частини палацу або поховального комплексу імператора Галерія. У ротонді збереглися мозаїки кінця IV століття.
- Базиліка Святої Софії — найбільш збережений у світі храмовий комплекс іконоборницької доби, побудована в період між 690 і 730 роками.
- Церква Святих апостолів (1312-15) — яскрава пам'ятка архітектури епохи Палеологів.

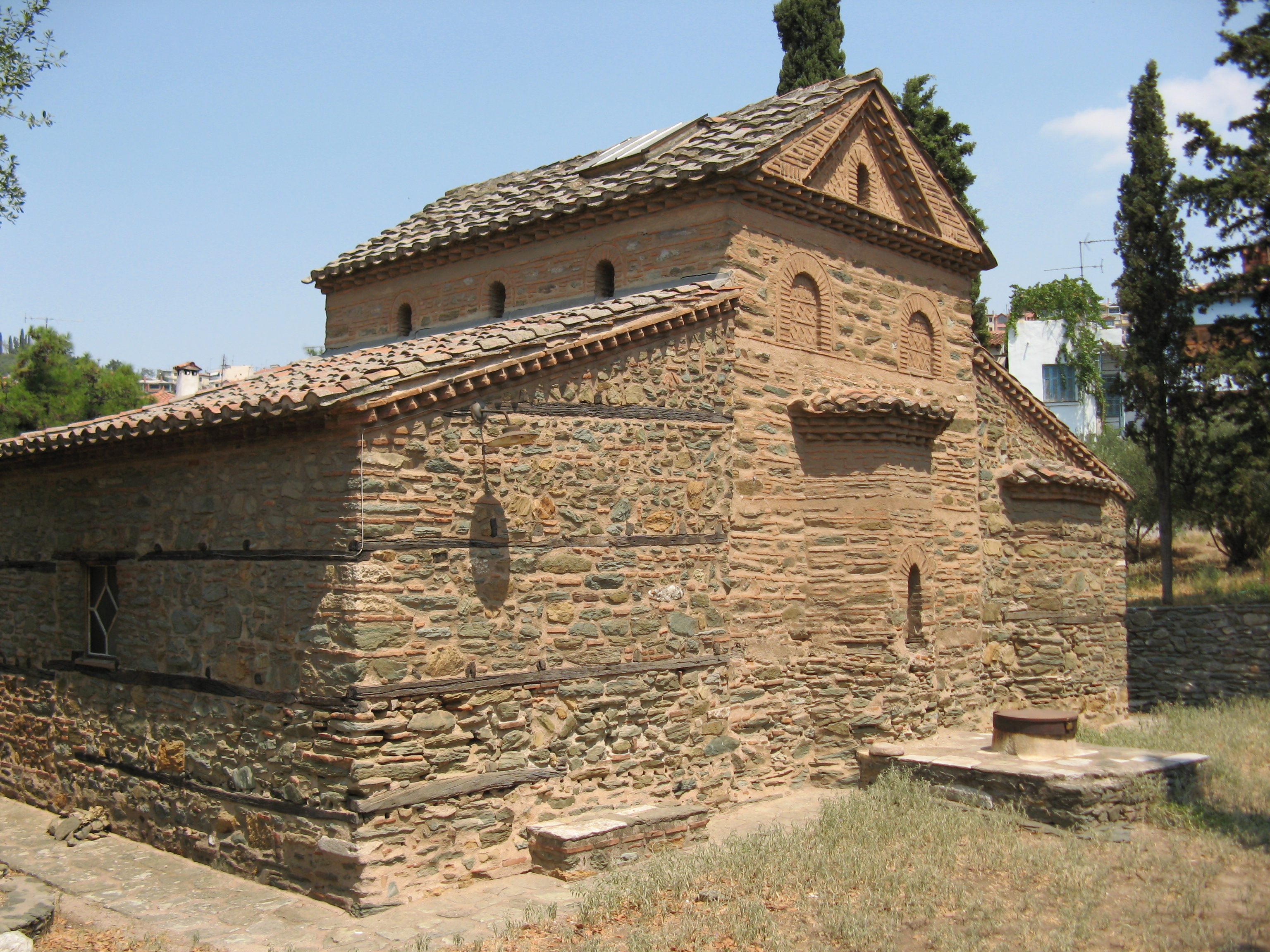
Храм Святого Ніколая Орфаноса

- Церква Ахіропіїтос — одна з найдавніших збережених до нашого часу ранньохристиянських базилік середини V століття.
- Церква Святого Пантелеймона — хрестоподібна однонавна церква, що відносяться до початку епохи Палеологів.
- Монастир Латомос зі збереженою церквою Святого Давида, побудовані наприкінці V — на початку VI століття.
- Храм Святого Ніколая Орфаноса — соборний храм початку XIV століття єдиного діючого донині монастиря Влатадон із 20 монастирів, що у візантійську добу були засновані в місті[21]. До того ж монастир користується ставропігією[22].
- Церква Панагія Халкеон — хрестокупольному церква, присвячена Богородиці першої половини XI століття.
- Церква святої Катерини (Салоніки)

### Див також
- Стіни Салоніків
- Гептапіргіон

### Музеї
У Салоніках діють десятки державних та приватних музеїв і галерей. Більшість з них заснована та відкрита напередодні 1997 року, коли Салоніки були обрані Культурною столицею Європи. Найбільші та найпопулярніші серед них:
1. Археологічний музей

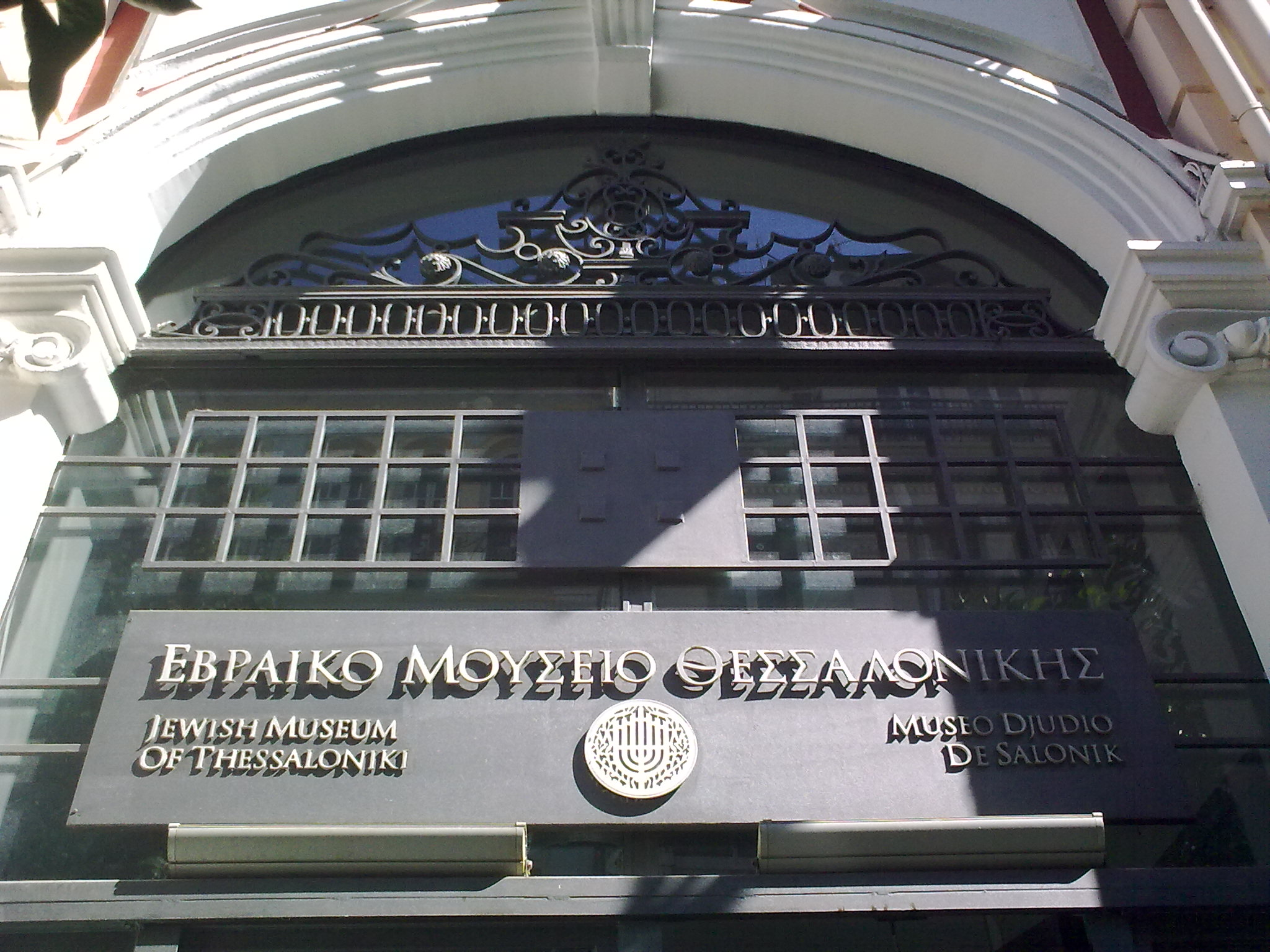
Єврейський музей в Салоніках

2. Музей в крипті базиліки Святого Дімітрія
3. Біла вежа
4. Музей боротьби за Македонію
5. Салонікський Історичний центр
6. Національний банк Греції
7. Муніципальна мистецька галерея в Салоніках
8. Мистецька галерея та товариство Македонської освіти
9. Македонський музей сучасного мистецтва
10. Музичний музей Македонії
11. Салонікський музей дизайну
12. Науковий центр і музей технології
13. Музей візантійської культури (Фессалоніки)
14. Фольклорно-етнологічний музей Македонії та Фракії
15. Історичний архів Македонії
16. Музей єврейської присутності в Салоніках
17. Музей історії євреїв в Салоніках
18. Культурний фонд греків діаспори
19. Фонд Телоглейон
20. Македонське мистецьке товариство «Техні»
21. Салонікський музей кінематографу
22. Салонікський музей фотографії
23. Салонікський музей води
24. Музей давньогрецьких, візантійських та пост-візантійських музичних інструментів
25. Музей університету Аристотеля
26. Музей римської агори[24]

## Спорт

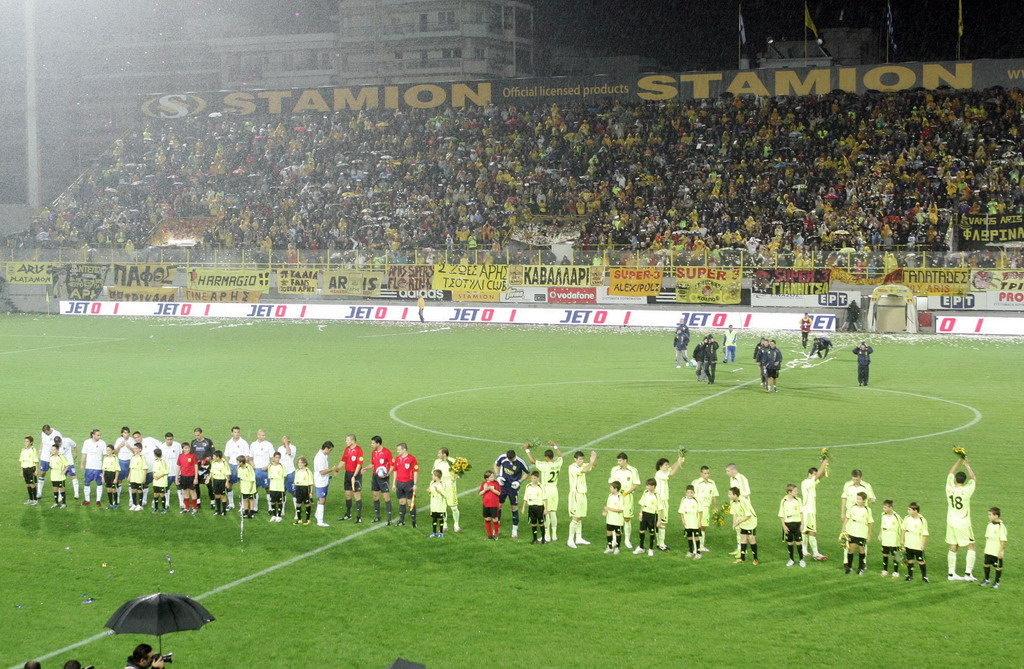
Матч Аріс-Сарагоса на стадіоні «Клеантіс Вікелідіс»

Салоніки мають багату на події та успішні моменти спортивну історію, салонікські клуби ставали переможцями першого в історії загальногрецького турніру з футболу а також баскетболу і водного поло.
Серед найбільших футбольних стадіонів Салонік Тумба, Клеантіс Вікелідіс та національний стадіон Кафтанзогліо, які слугують домашніми стадіонами футбольних клубів ПАОК, Аріс та Іракліс відповідно. Усі вони члени-засновники Грецької Суперліги, у якій виступають і в поточному сезоні. Серед клубів Великих Салонік вирізняються футбольні клуби Аполлон, який базується у Каламарії, Агротікос Астерас і Евосмоса.
Найбільші баскетбольні арени Салонік — Александріо Мелатрон, домашній майданчик баскетбольного клубу Аріс, Спортивна арена, на якій тренуються гравці клубу ПАОК, та Арена Іванофіо — домашня крита зала баскетбольного клубу Іракліс. Усі ці команди грають у вищій баскетбольній лізі Греції А1 Етнікі та беруть участь у розіграші Кубка Греції з баскетболу, а Іракліс став першим переможцем Чемпіонату Греції. Крім того діє арена YMCA.
Серед легкоатлетичних спортивних подій, які відбуваються в Салоніках, найбільш значимий щорічний Марафон «Александр Великий», в якому зокрема 2010 року здобула перемогу українська спортсменка Світлана Станко. Марафон завершується в історичному центрі міста на знак визнання його давньомакедонської спадкоємності.

## Персоналії

### Мери Салонік
На місцевих виборах 2010 року чинний мер Васіліс Папагеоргопулос, член партії «Нова Демократія» поступився Яннісу Бутарісу, кандидату від ПАСОК. Новий мер пристув до своїх повноважень 1 січня 2011 року. На виборах 2019 року переміг Константінос Зервас.
| - Константінос Ангелакіс (1916—1920) - Петрос Синдікас (1922—1926) - Ніколаос Манос (1929—1930, 1934—1936) - Харісіос Вамвакас (1931—1933) - Константінос Меркуріу (1937—1943) - Йоргос Сереметіс (1943—1944) - Петрос Левіс (1945—1946) - Христос Константіну (1946—1950) - Іоанніс Манесіс (1950—1951) - Пентеліс Петракакіс (1951—1955) | - Мінас Патрікіос (1956—1959) - Іоанніс Папаіліакіс (1959—1964) - Константінос Цирос (1964—1967) - Міхаліс Пападопулос (1967—1981) - Танасіс Яннусіс (1982—1983) - Теохаріс Манавіс (1983—1987) - Сотіріс Кувелас (1987—1990) - Константінос Космопулос (1990—1999) - Васіліс Папагеоргопулос (1999—2010) - Янніс Бутаріс (2011—2019) - Константінос Зервас (2019—) |

## Міста-побратими
| - Александрія, Єгипет - Болонья, Італія - Братислава, Словаччина - Кельн, Німеччина - Констанца, Румунія - Гартфорд, США - Колката, Індія - Лейпциг, Німеччина | - Лімасол, Кіпр - Маріуполь, Україна - Дніпро, Україна - Мельбурн, Австралія - Ніцца, Франція - Пловдив, Болгарія - Сан-Франциско, США - Тель-Авів, Ізраїль - Тяньцзінь, Китай - Пусан, Південна Корея |

## Галерея

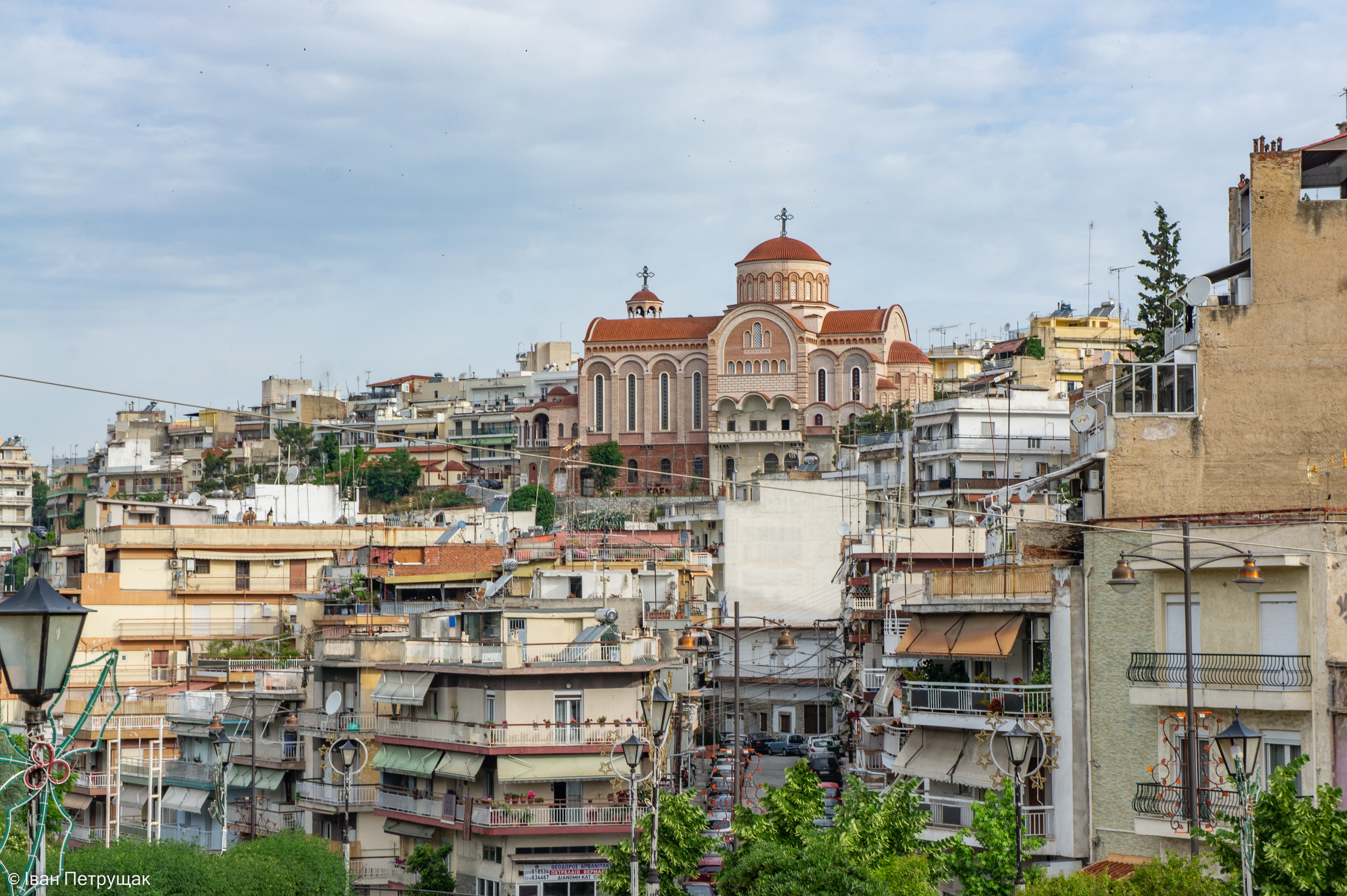
Церква святого Теодора
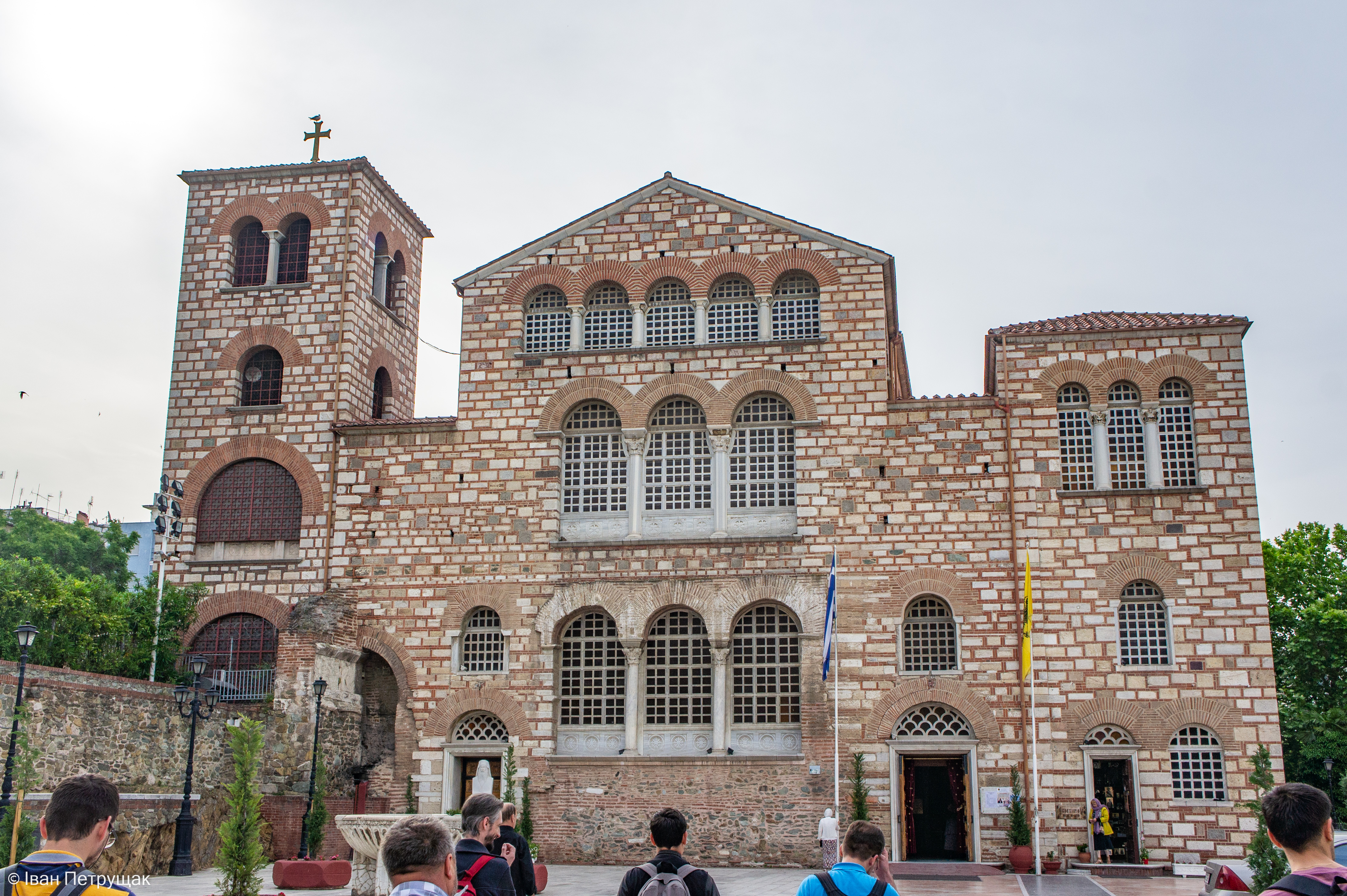
Базиліка святого Димитрія Солунського
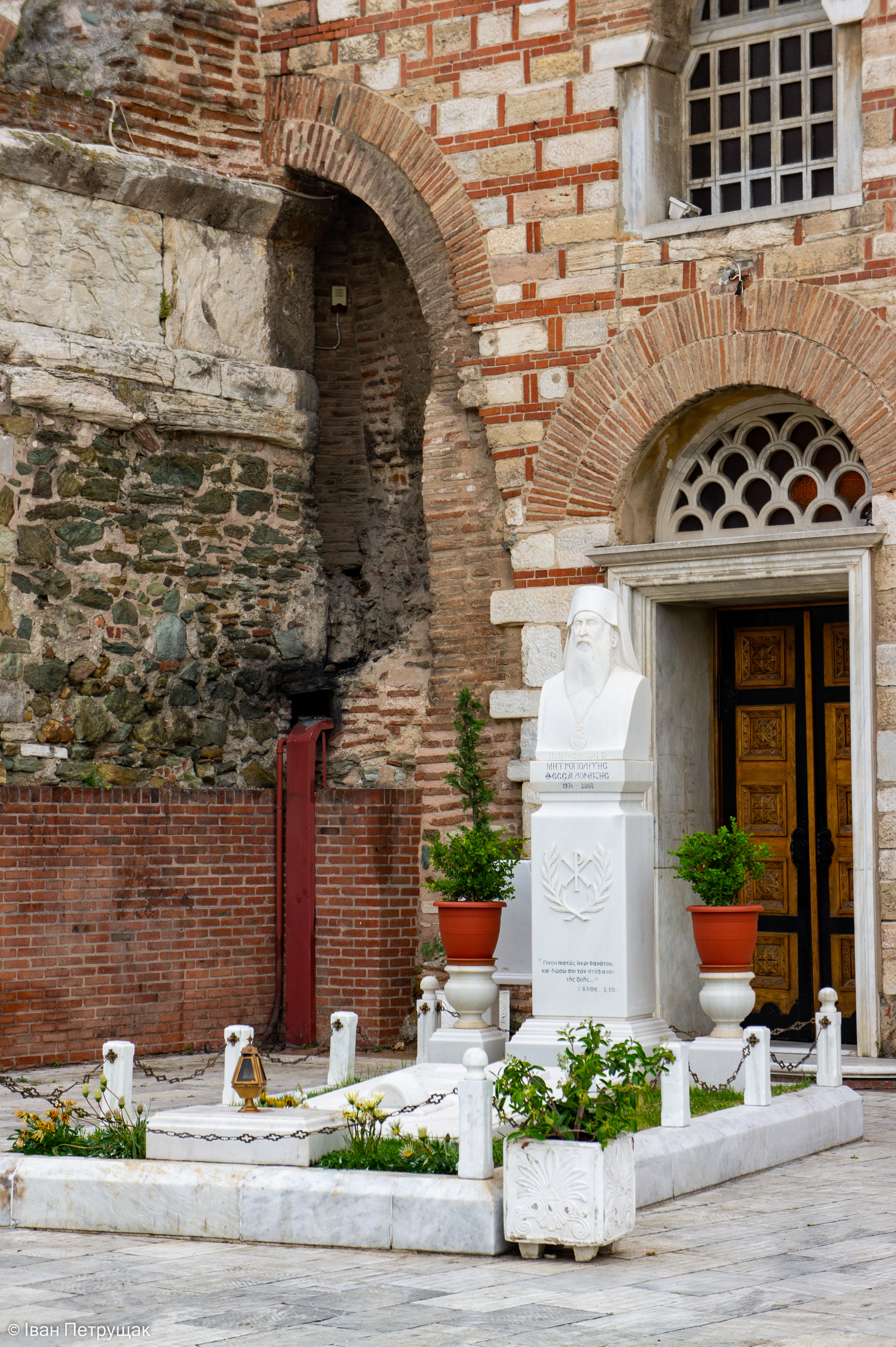
Пам'ятник митрополиту Фесалонік
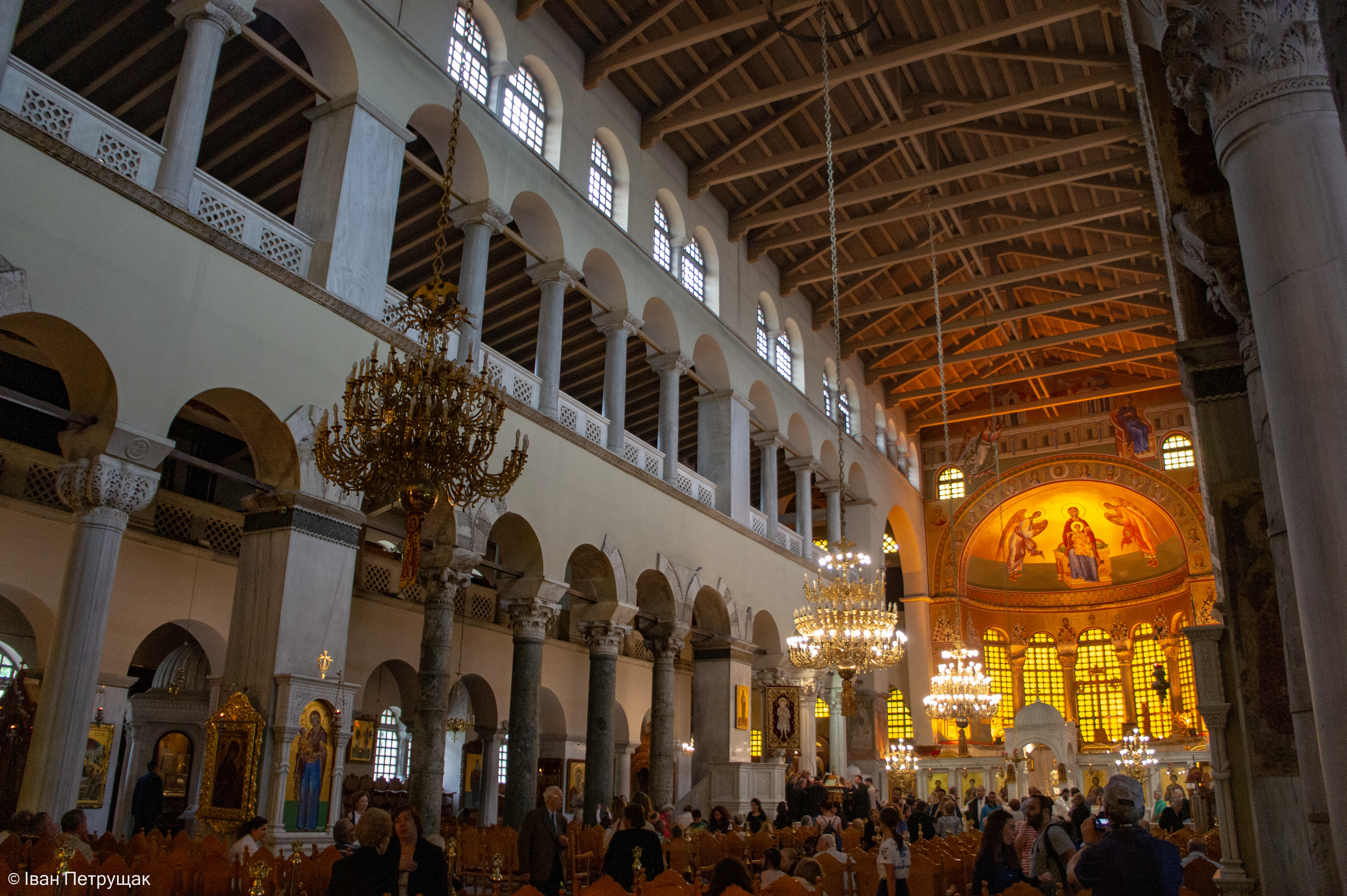
Інтер'єр Базиліки святого Димитрія Солунського.jpg
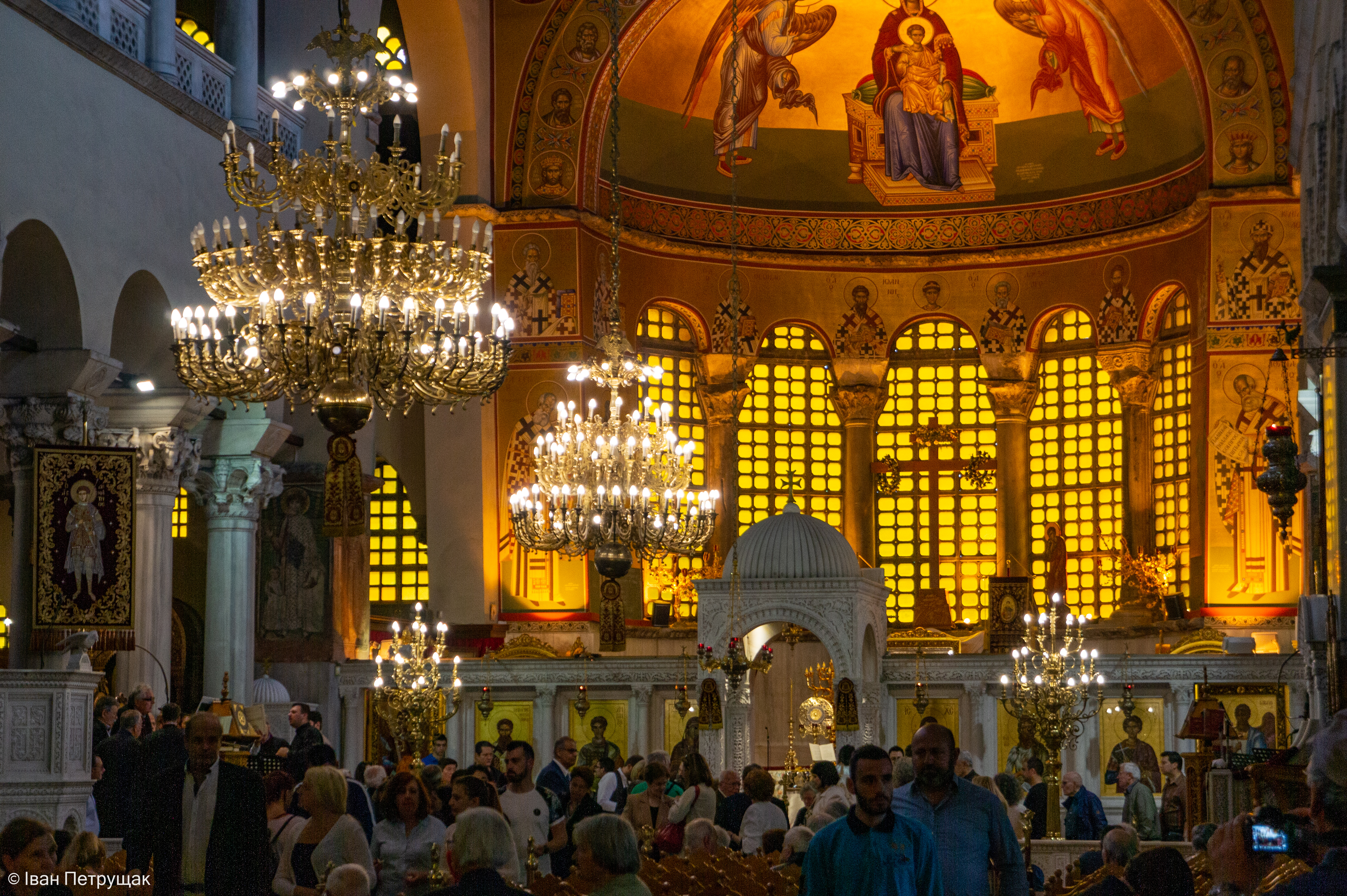
Інтер'єр Базиліки святого Димитрія Солунського
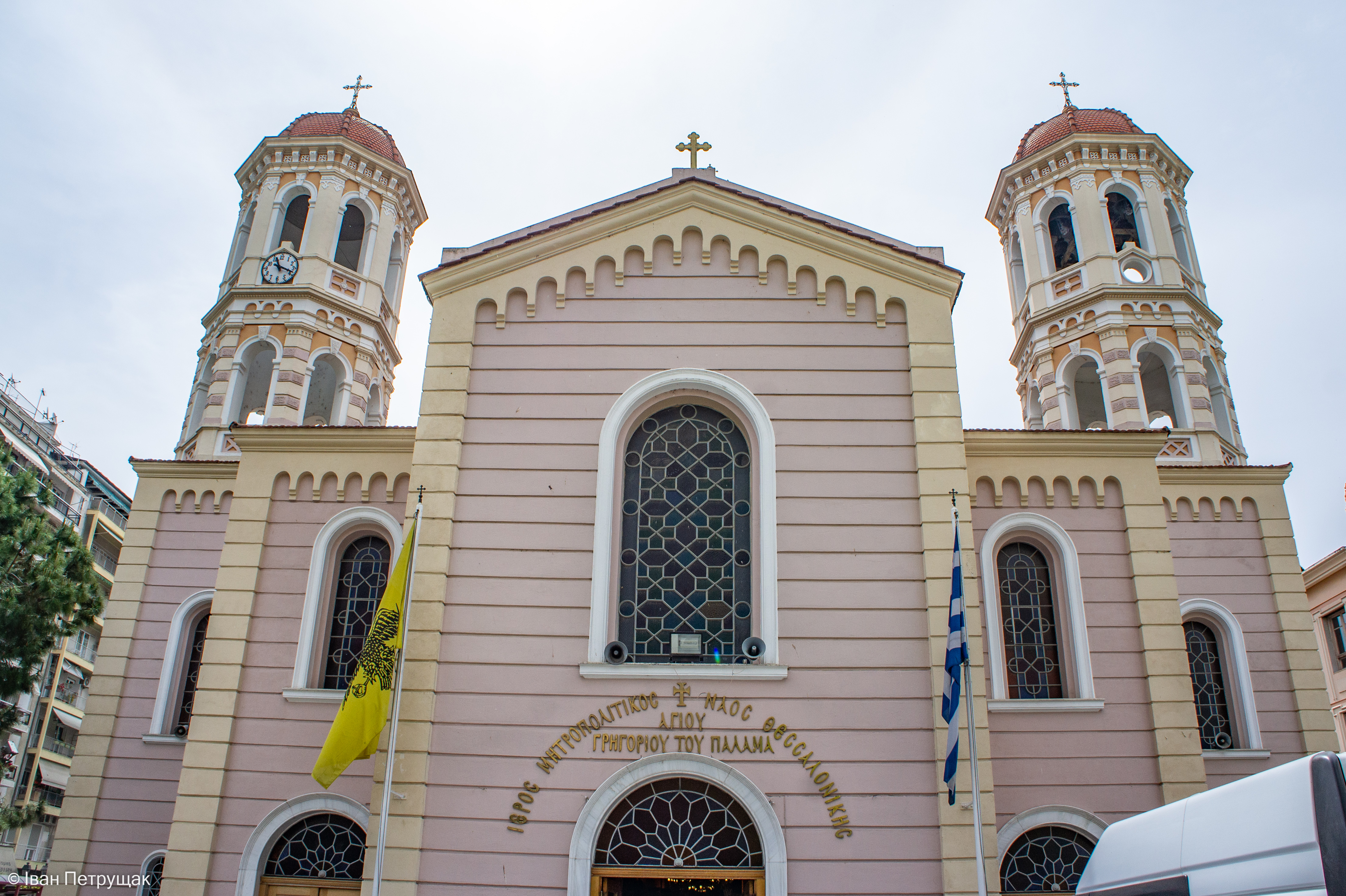
Церква святого Григорія Палами
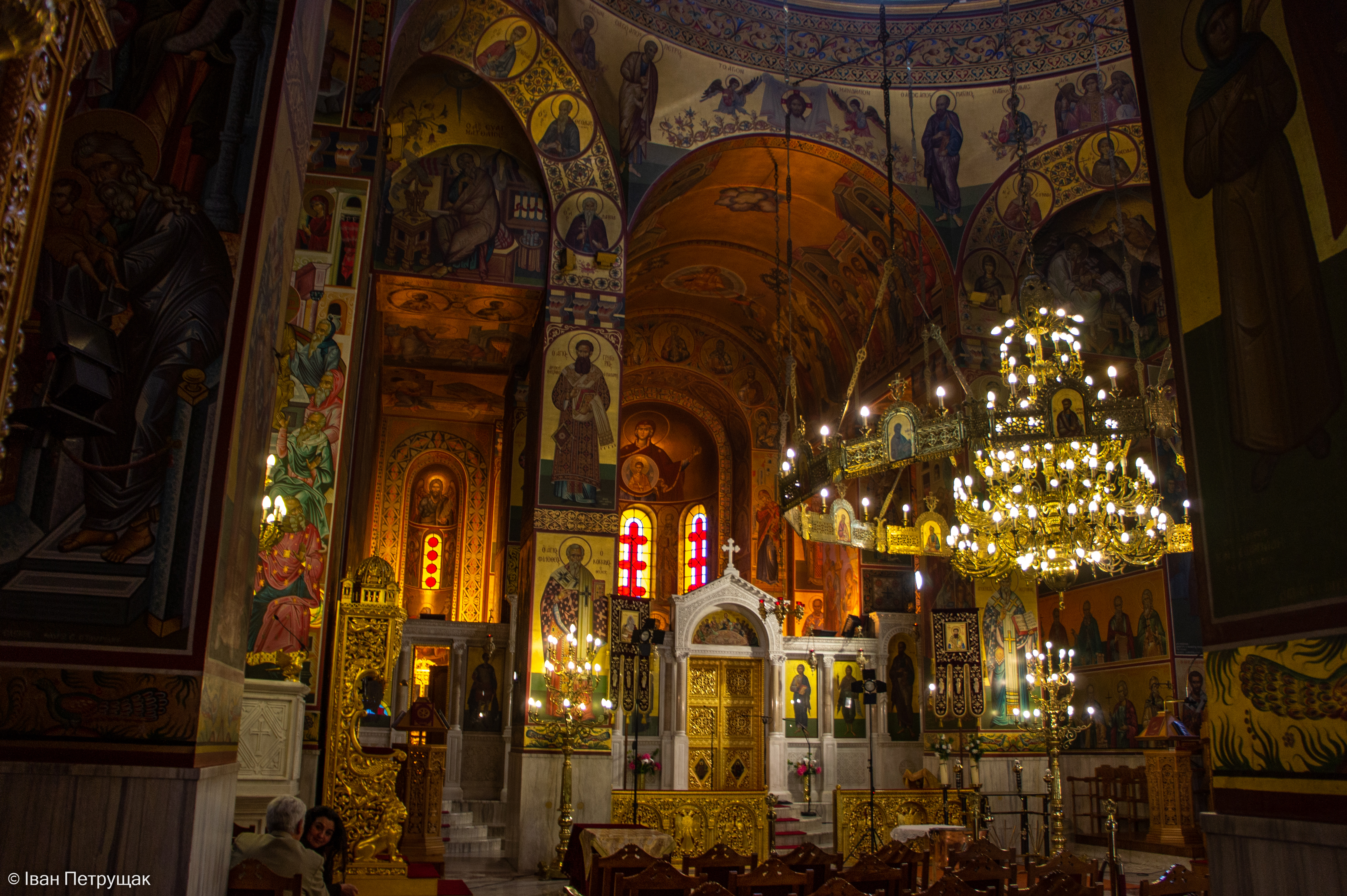
Інтер'єр храму святого Григорія Палами
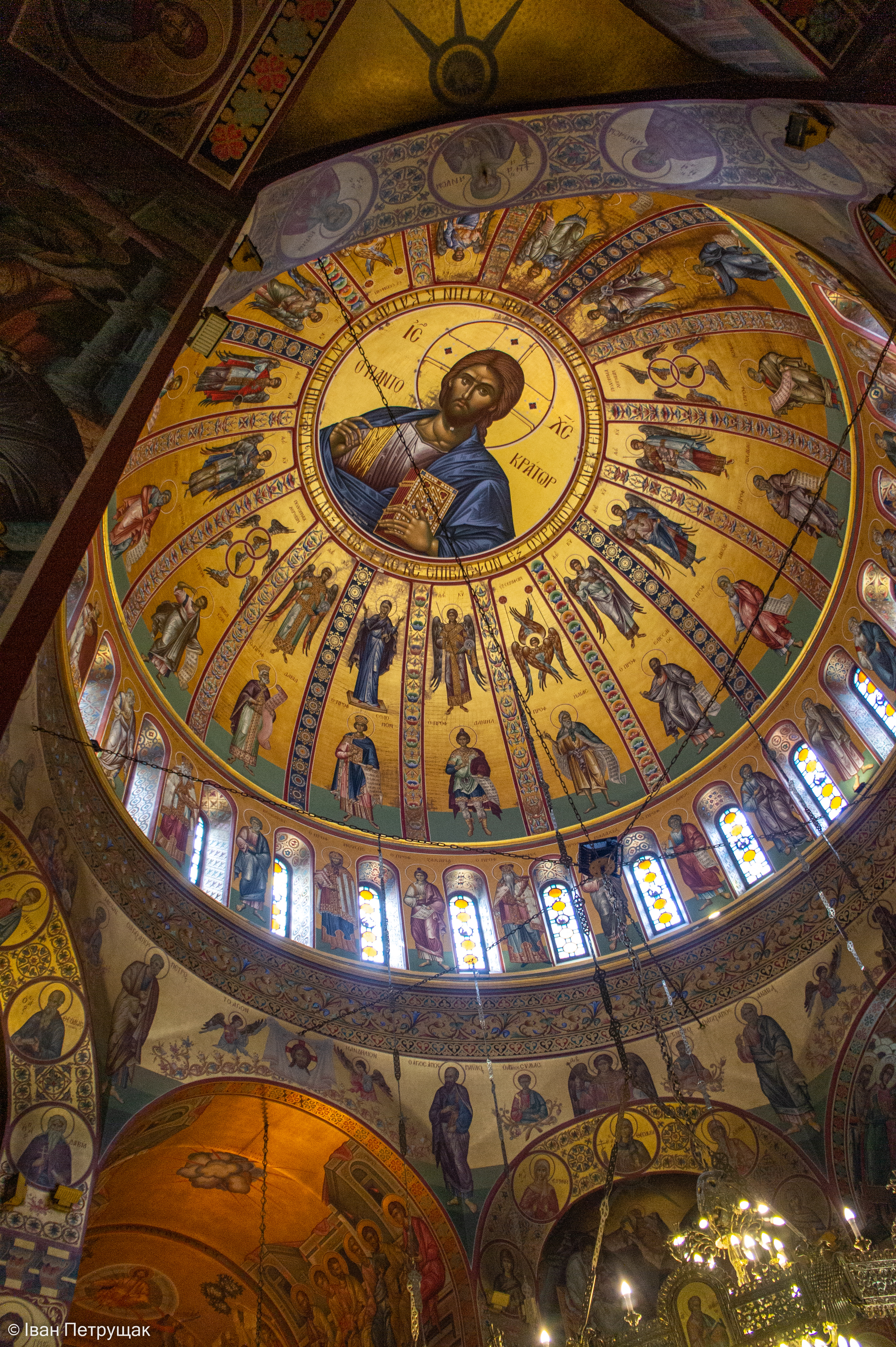
Купол храму св. Григорія Палами
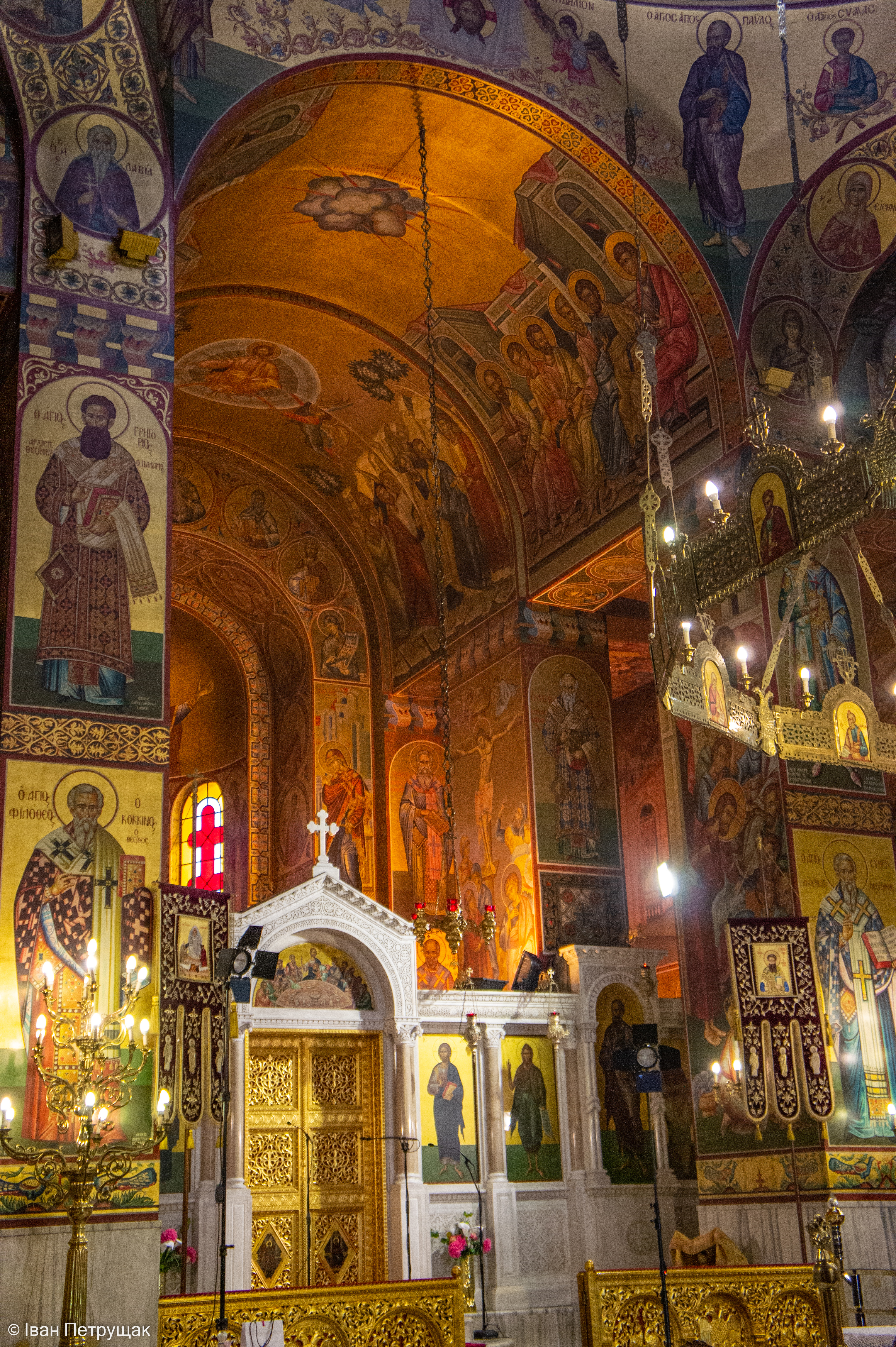
всередині храму св. Григорія Палами
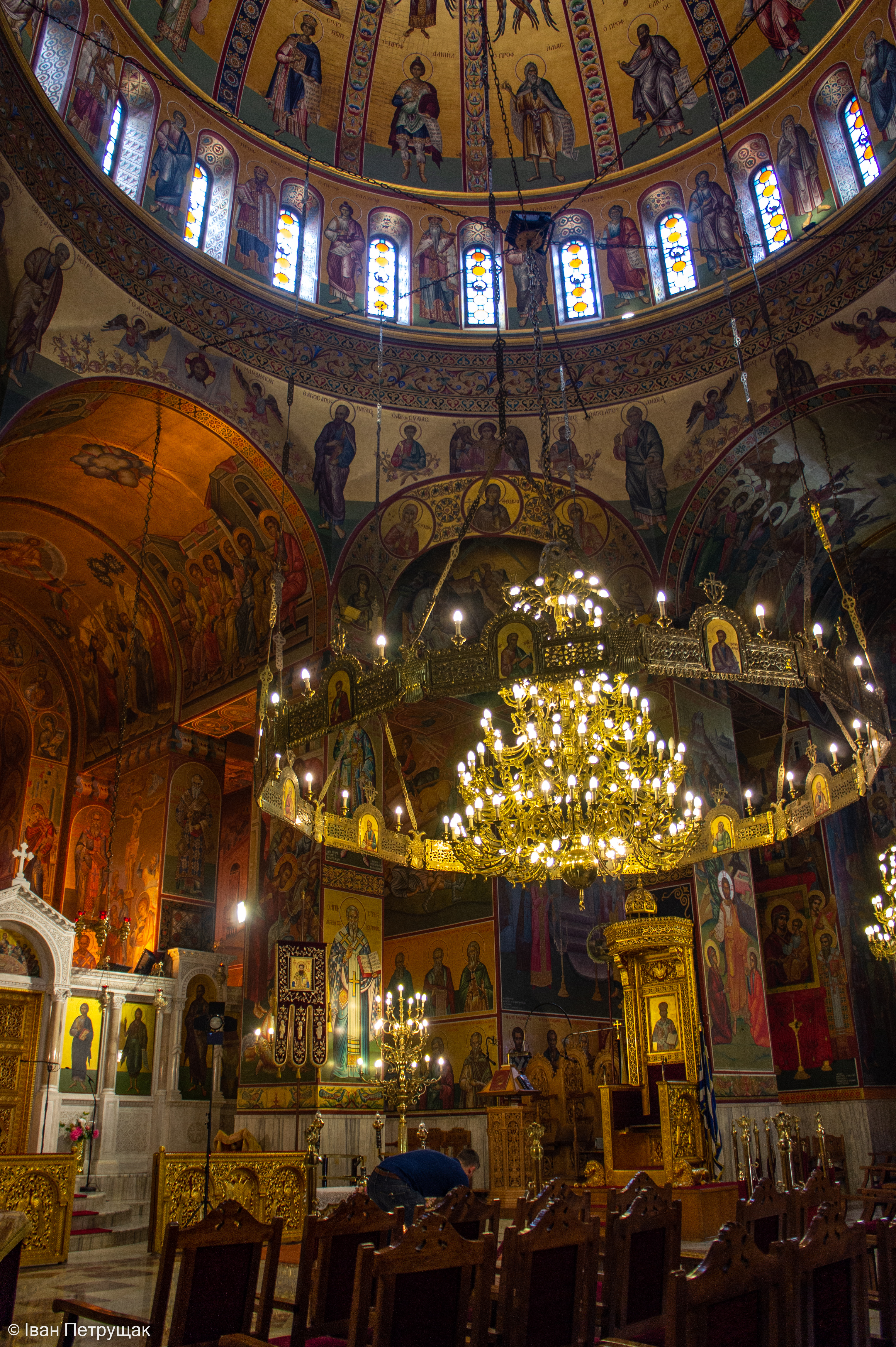
всередині храму св. Григорія Палами
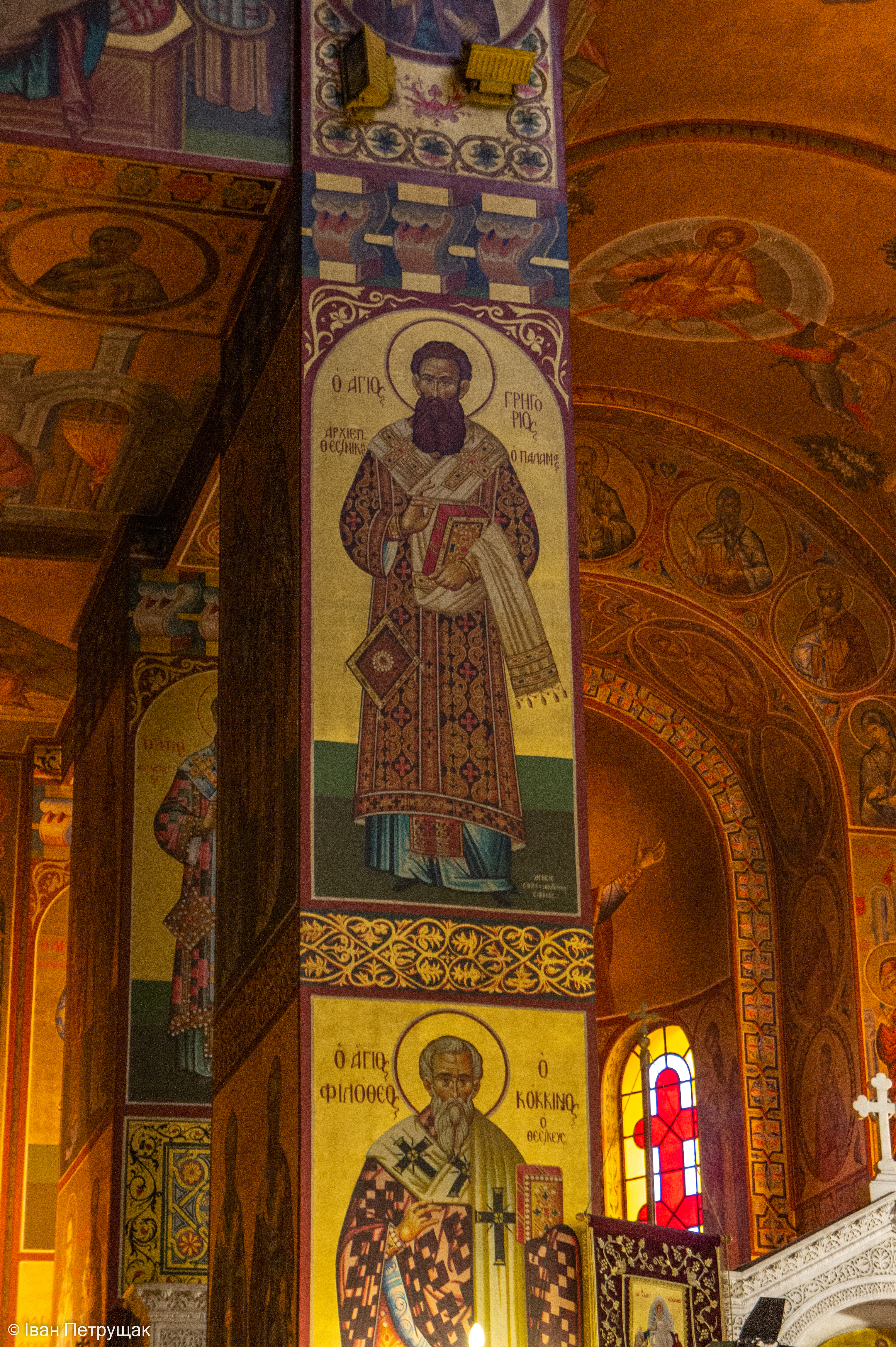
Ікона св. Григорія Палами
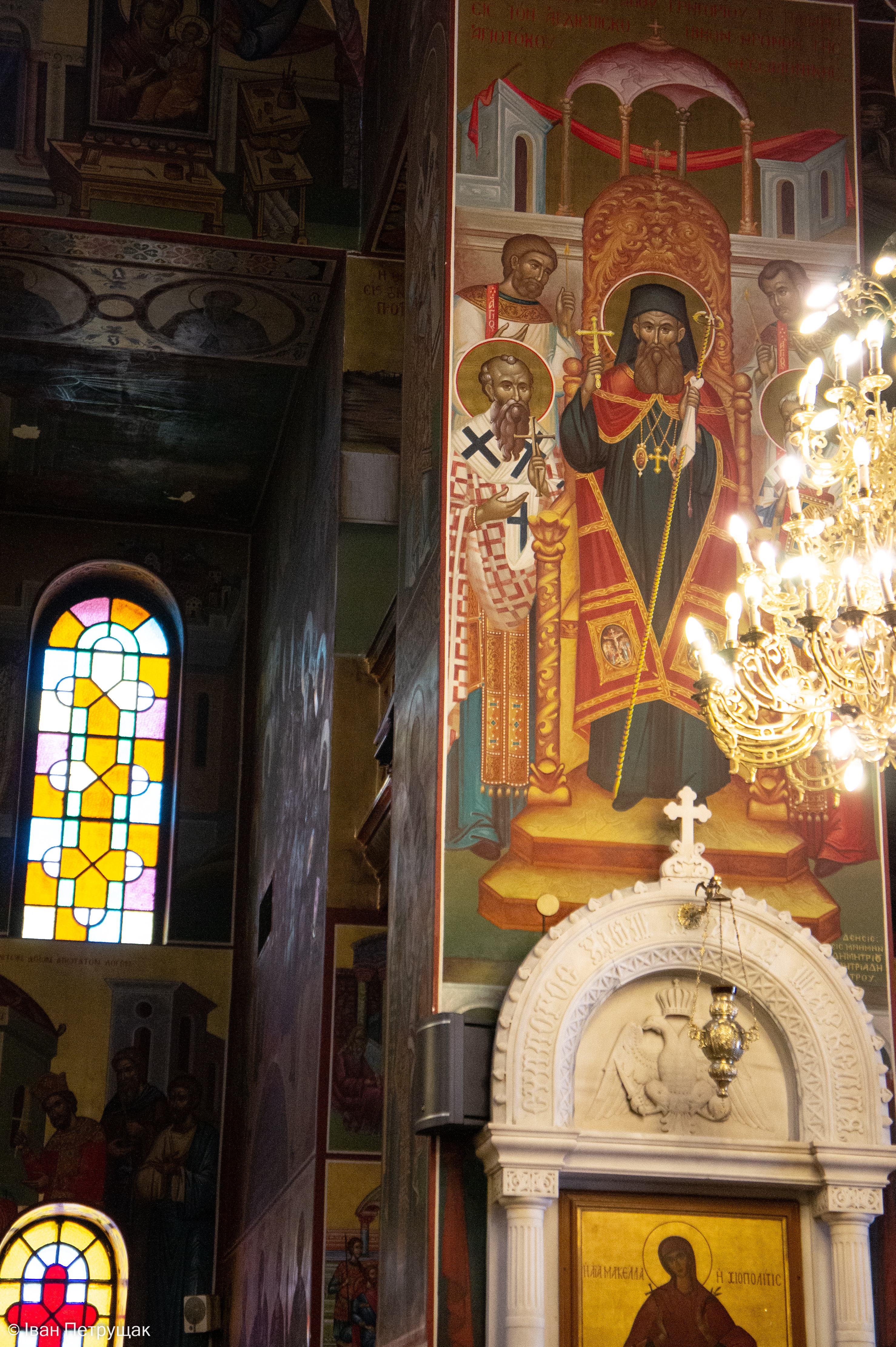
Ікона св. Григорія Палами